# Honnavara, Hassan
Honnavara là một làng thuộc tehsil Hassan, huyện Hassan, bang Karnataka, Ấn Độ.